# ヘルクレス座ファイ星
ヘルクレス座φ星（ヘルクレスざファイせい、φ Herculis、φ Her）は、ヘルクレス座にある連星である。年周視差に基づいて太陽からの距離を計算すると、およそ240光年である。見かけの合成等級は4.23と、肉眼でみえる明るさである。分光連星として知られるが、位置天文学や干渉法でも軌道が分析され、系の物理量がある程度詳しくわかっている。主星は特異性の強い水銀・マンガン星で、変光星でもある。

## 特徴

### 星系
ヘルクレス座φ星は、1960年代から1970年代にかけて、分光観測によって視線速度曲線が得られ、単線分光連星であると知られるようになり、軌道要素も求められた。分光連星としては軌道周期が長く、離心率も大きいため、干渉法で伴星を検出できることが期待されたが、スペックル干渉法による観測でもなかなか検出には至らなかった。しかし、20世紀末から21世紀にかけてアメリカ海軍研究所・アメリカ海軍天文台の試作光学干渉計（NPOI）による観測で、伴星は検出され、視覚的な軌道も求められた。主星と伴星の等級差も求められ、伴星のスペクトル型も推定された。これを手掛かりにスペクトルを分析したところ、自転速度による拡幅の違いから伴星の吸収線が主星の吸収線と区別され、ヘルクレス座φ星は二重線分光連星と位置づけられるようになった。更にヒッパルコス衛星による位置天文学的情報や視線速度と総合し、それぞれの恒星の質量も見積もられるにいたった。
ヘルクレス座φ星の連星軌道は、周期が約565日、離心率が0.526とだいぶ細長く、軌道傾斜角は9度とほぼ真上からみているような状態である。主星のヘルクレス座φ星AはB9型の主系列星で、伴星のヘルクレス座φ星Bは干渉法で得られた等級差からスペクトル型A8 VのA型主系列星と推定される。表面の有効温度はヘルクレス座φ星Aが約11500 K、ヘルクレス座φ星Bが約8000 Kで、質量はヘルクレス座φ星Aが太陽のおよそ3倍、ヘルクレス座φ星Bが太陽の約1.6倍と推定されている。

### 特異性
ヘルクレス座φ星は、ヘンリー・ドレイパーカタログで既に、化学特異性について言及されており、モーガンによってマンガンが過剰にあることが示され、大沢が水銀・マンガン星に分類した。水銀・マンガン星の特異性は高分散スペクトルでなければ判別できないものも多い中、20世紀初頭には指摘されていたことは、ヘルクレス座φ星の特異性の強さを表すものである。ヘルクレス座φ星のスペクトルは、主星と伴星の成分の区別がついており、特異性を示すのは主星のヘルクレス座φ星Aで、そのスペクトル型はB9 Hg Mnとされている。ヘルクレス座φ星Aの特異性は他の水銀・マンガン星の類型と似ており、アルミニウムは非常に欠乏している一方、スカンジウム、クロム、マンガン、亜鉛、ガリウム、ストロンチウム、イットリウム、バリウム、セシウム、水銀はとても過剰である。

### 変光星

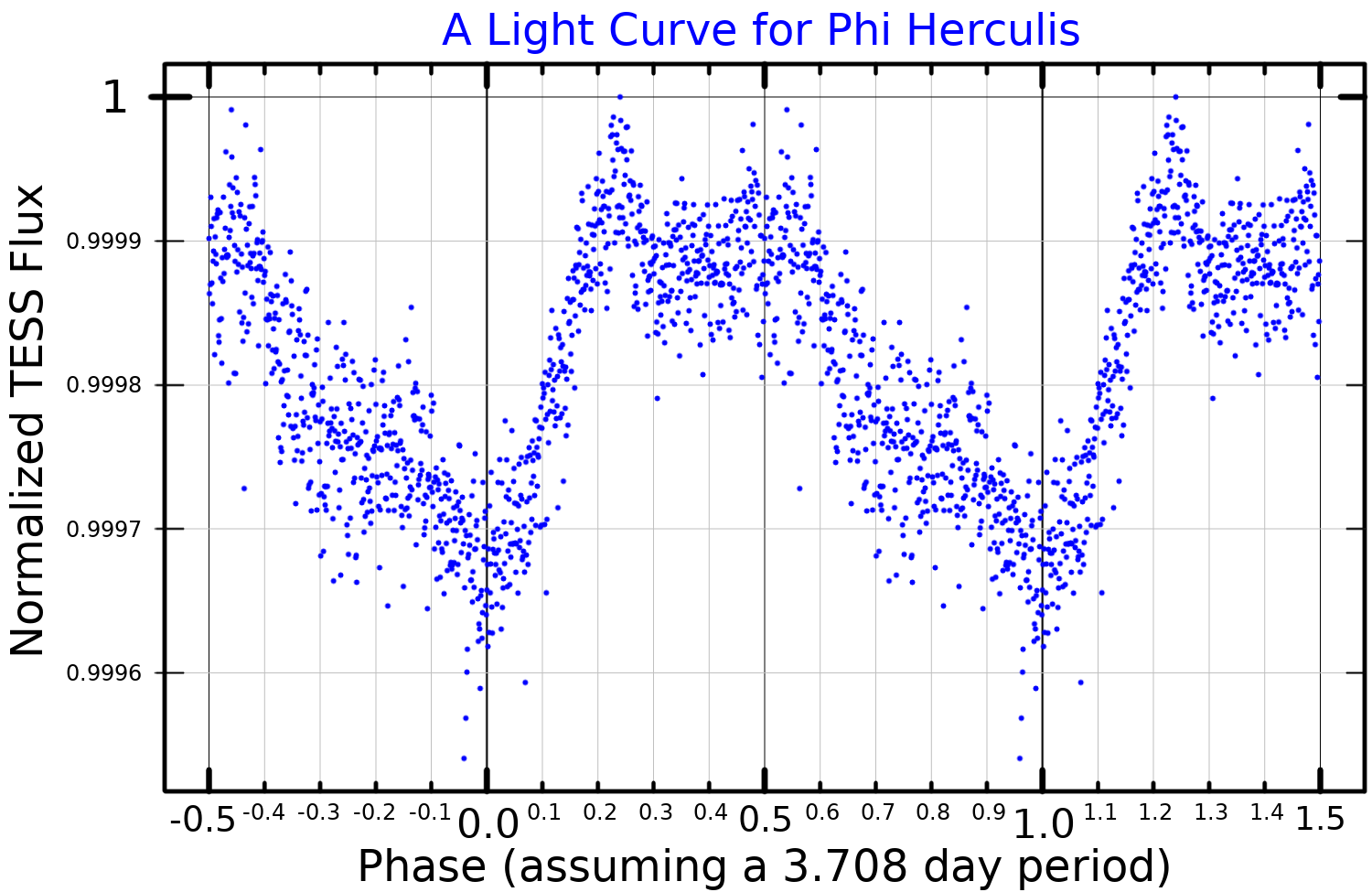
TESSの観測結果をもとに描画したヘルクレス座φ星の光度曲線。自転周期は3.708日と推測される。

ヘルクレス座φ星は、ヒッパルコス衛星の観測結果から7.02日周期で0.01等変光する変光星であることが示された。早期型の特異星で変光の周期や振幅から、りょうけん座α2型変光星ではないかと予想されるが、明らかとはなっていない。
その後、TESSによる観測結果が蓄積されると、より精密な光度曲線が描けるようになり、そこから周期分析を行うと、ヘルクレス座φ星の変光周期は3.708日周期、及び1時間強の複数の周期に強い信号が現れた。3.708日周期は回転変光の周期と考えられ、自転速度の視線方向成分がたった8 km/sであることからすると短い周期だが、軌道傾斜角が小さいので自転軸もそれに揃っているとすれば、自転速度の視線方向成分はわずかしかないので辻褄はあう。周期1時間強の変光は、微妙に異なる5つの周期の振動が検出され、これらは音波を主とする非動径振動による変光と考えられている。

## 名称
中国ではヘルクレス座φ星は、日月と五星を司るという七公（拼音: Qī Gōng）という星官を、ヘルクレス座42番星、ヘルクレス座τ星、ヘルクレス座χ星、うしかい座ν1星、うしかい座μ1星、うしかい座δ星と共に形成する。ヘルクレス座φ星自身は七公三（拼音: Qī Gōng sān）すなわち七公の3番星といわれる。